# Državna nagrada Victorja Adlerja za zgodovino družbenih gibanj
Državna nagrada Viktorja Adlerja za zgodovino družbenih gibanj (nemško Victor-Adler-Staatspreis für Geschichte sozialer Bewegungen) je nagrada Republike Avstrije, ki jo dodeljuje Zvezno ministrstvo za znanost in raziskave vsaki dve leti. Nastala je na pobudo Društva za zgodovino delavskega gibanja (ustanovljeno leta 1959). To je nagrada za izjemne znanstvene dosežke na področju družbenega in kulturnega zgodovinopisja. Nagrajencu prinaša 7.500 evrov, kar je najvišja nagrada za humanistične študije v Avstriji. Nagrada je bila podeljena vsako leto v obdobju 1980 do 1992. Leta 1993 se je preoblikovala njena vrednost, podelitev pa poteka le vsaki dve leti.

## Dobitniki
- 1980: Hugo Pepper, Helmut Konrad
- 1981: Wolfgang Häusler, Enzo Colotti
- 1982: Helene Maimann-Grandits, Wolfgang Neugebauer
- 1983: Herbert Exenberger, Felix Kreissler
- 1984: Katalin Soos, Josef Weidenholzer
- 1985: Wolfgang Maderthaner, Masao Nishikawa
- 1986: Karl Flanner, Cvetka Knapic-Krhen
- 1987: Max Lotteraner, Anson Rabinbach
- 1988: Georg Scheuer, Hans Hautmann
- 1989: Jan Galandauer, Ingrid Bauer
- 1990: Feliks Tych, Winfried Garscha
- 1991: Dieter Dowe, Stefan Riesenfellner
- 1992: Barry Mc Loughlin, Margarete Grandtner
- 1993: Siegfried Mattl, Georg Rigele
- 1995: Josef Ehmer, Johanna Gehmacher
- 1997: Eric J. Hobsbawm, Ulrike Harmat
- 1999: Heidemarie Uhl, Barbara Schleicher
- 2001: Michael Steinberg, Hans-Georg Hofer
- 2003: Malachi Hacohen, Monika Stromberger
- 2005: Roman Horak, Regina Thumser
- 2007: Carl E. Schorske, Martina Nussbaumer
- 2009: Elisabeth Büttner, Christian Dewald, Georg Spitaler
- 2011: Lutz Musner, Roswitha Muttenthaler und Regina Wonisch (Förderpreis)
- 2013: Hans Mommsen, Ursula Mindler (Förderpreis)
- 2015: Eve Blau[3]

## Povezave
- Verein für Geschichte der Arbeiterbewegung: Victor Adler Staatspreis